# Very Rare Lost Files
Very Rare Lost Files è il primo EP pubblicato dal rapper statunitense Ski Mask the Slump God il 16 giugno 2016 su Soundcloud.

## Tracce
Testi di Stokeley Goulbourne.
1. LIFE IS SHORT – 2:20 (musica: Jimmy Duval)
2. TheHumanCentipede – 2:20 (musica: Kellbender)
3. YOUNG VOORHEES – 2:14 (musica: Lanlord)
4. NEW AGE CHIP SKYLARK – 2:05 (musica: Whoisnydel)